# 比比亚诺
比比亚诺（義大利語：Bibbiano），是意大利雷焦艾米利亚省的一个市镇。总面积28平方公里，人口9888人，人口密度353.1人/平方公里（2009年）。ISTAT代码为035004。